# Peter Taglianetti
Peter A. Taglianetti (né le 15 août 1963 à  Framingham dans le Massachusetts aux États-Unis) est un joueur professionnel de hockey sur glace qui a joué défenseur dans la Ligue nationale de hockey et dans la Ligue américaine de hockey en Amérique du Nord.

## Carrière de joueur
Taglianetti a fait ses premiers pas au hockey au College de Providence et est choisi pour jouer dans la LNH lors du repêchage 1983 par les Jets de Winnipeg au troisième tour (43e choix au total). Il joue son premier match en LNH en 1984-1985 mais ne joue réellement dans la ligue qu'en 1987. Entre-temps, il évolue dans la Ligue américaine de hockey pour les Canadiens de Sherbrooke.
Après deux saisons passées aux Jets, il rejoint les North Stars du Minnesota en septembre 1990 mais après 16 matchs dans sa nouvelle franchise, il change encore une fois de club pour rejoindre les Penguins de Pittsburgh menés par Mario Lemieux. Il remporte la Coupe Stanley à deux reprises.
Au cours du repêchage d'expansion de la LNH 1992 il rejoint le Lightning de Tampa Bay et après 61 matchs dans la nouvelle franchise retourne jouer pour la fin de la saison pour les Penguins.
La saison 1994-1995 de la LNH est sa dernière saison dans la LNH et il raccroche les patins fin 1996 après une saison passée chez les Bruins de Providence de la ligue américaine de hockey.

### Trophées et honneurs
Il gagne à deux reprises la Coupe Stanley de la Ligue nationale de hockey avec les Penguins de Pittsburgh en 1991 et 1992.

## Statistiques
| Saison     | Équipe                   | Ligue      |     | Saison régulière | Saison régulière | Saison régulière | Saison régulière | Saison régulière |   | Séries éliminatoires | Séries éliminatoires | Séries éliminatoires | Séries éliminatoires | Séries éliminatoires |
| Saison     | Équipe                   | Ligue      | PJ  | B                | A                | Pts              | Pun              | PJ               | B | A                    | Pts                  | Pun                  |                      |                      |
| 1982-1983  | Friars de Providence     | HE         | 43  | 4                | 17               | 21               | 68               |                  |   |                      |                      |                      |                      |                      |
| 1983-1984  | Friars de Providence     | HE         | 30  | 4                | 25               | 29               | 68               |                  |   |                      |                      |                      |                      |                      |
| 1984-1985  | Friars de Providence     | HE         | 43  | 8                | 21               | 29               | 114              |                  |   |                      |                      |                      |                      |                      |
| 1984-1985  | Jets de Winnipeg         | LNH        | 1   | 0                | 0                | 0                | 0                | 1                | 0 | 0                    | 0                    | 0                    |                      |                      |
| 1985-1986  | Jets de Winnipeg         | LNH        | 18  | 0                | 0                | 0                | 48               | 3                | 0 | 0                    | 0                    | 2                    |                      |                      |
| 1985-1986  | Canadiens de Sherbrooke  | LAH        | 24  | 1                | 8                | 9                | 75               |                  |   |                      |                      |                      |                      |                      |
| 1986-1987  | Canadiens de Sherbrooke  | LAH        | 54  | 5                | 14               | 19               | 104              | 10               | 2 | 5                    | 7                    | 25                   |                      |                      |
| 1986-1987  | Jets de Winnipeg         | LNH        | 3   | 0                | 0                | 0                | 12               |                  |   |                      |                      |                      |                      |                      |
| 1987-1988  | Jets de Winnipeg         | LNH        | 70  | 6                | 17               | 23               | 182              | 5                | 1 | 1                    | 2                    | 12                   |                      |                      |
| 1988-1989  | Jets de Winnipeg         | LNH        | 66  | 1                | 14               | 15               | 226              |                  |   |                      |                      |                      |                      |                      |
| 1989-1990  | Hawks de Moncton         | LAH        | 3   | 0                | 2                | 2                | 2                |                  |   |                      |                      |                      |                      |                      |
| 1989-1990  | Jets de Winnipeg         | LNH        | 49  | 3                | 6                | 9                | 136              | 5                | 0 | 0                    | 0                    | 6                    |                      |                      |
| 1990-1991  | North Stars du Minnesota | LNH        | 16  | 0                | 1                | 1                | 14               |                  |   |                      |                      |                      |                      |                      |
| 1990-1991  | Penguins de Pittsburgh   | LNH        | 39  | 3                | 8                | 11               | 93               | 19               | 0 | 3                    | 3                    | 49                   |                      |                      |
| 1991-1992  | Penguins de Pittsburgh   | LNH        | 44  | 1                | 3                | 4                | 57               |                  |   |                      |                      |                      |                      |                      |
| 1992-1993  | Lightning de Tampa Bay   | LNH        | 61  | 1                | 8                | 9                | 150              |                  |   |                      |                      |                      |                      |                      |
| 1992-1993  | Penguins de Pittsburgh   | LNH        | 11  | 1                | 4                | 5                | 34               | 11               | 1 | 2                    | 3                    | 16                   |                      |                      |
| 1993-1994  | Penguins de Pittsburgh   | LNH        | 60  | 2                | 12               | 14               | 142              | 5                | 0 | 2                    | 2                    | 16                   |                      |                      |
| 1994-1995  | Lumberjacks de Cleveland | LIH        | 3   | 0                | 1                | 1                | 7                | 4                | 0 | 0                    | 0                    | 19                   |                      |                      |
| 1994-1995  | Penguins de Pittsburgh   | LNH        | 13  | 0                | 1                | 1                | 12               | 4                | 0 | 0                    | 0                    | 2                    |                      |                      |
| 1995-1996  | Bruins de Providence     | LAH        | 34  | 0                | 6                | 6                | 44               |                  |   |                      |                      |                      |                      |                      |
| Totaux LNH | Totaux LNH               | Totaux LNH | 451 | 18               | 74               | 92               | 1106             | 53               | 2 | 8                    | 10                   | 103                  |                      |                      |